# حادث حافلة المدينة 2019
حادث حافلة المدينة المنورة هو حادث وقع على طريق الهجرة السريع في 17 أكتوبر 2019م بين حافلة تقل 39 معتمرًا وجرافة، وقع الحادث بالقرب من مركز الأكحل التابع للمدينة المنورة. نتج عن الحادث وفاة 35 شخص وإصابة 4 أشخاص.

## الحادث
كانت الحافلة في طريقها من الرياض إلى مكة المكرمة لأداء مناسك العمرة عبر طريق الهجرة السريع، لكنها اصطدمت بشكل قوي مع أحد الناقلات الثقيلة (شيول) والذي كان يتحرك بدون إسطبات. تسبب الحادث في احتراق الحافلة، ووفاة 35 شخصًا وإصابة 4 آخرين.
وقالت شرطة منطقة المدينة المنورة: «إنه عند الساعة السابعة من مساء الأربعاء 17 صفر، باشرت الجهات الأمنية المختصة بمساندة من هيئة الهلال الأحمر السعودي حادث اصطدام حافلة خاصة مُستأجرة تنقل 39 تسعة وثلاثين شخصًا من المقيمين بالمملكة من جنسيات آسيوية وعربية بمعدة ثقيلة (شيول)، وذلك بمركز الأكحل بمنطقة المدينة المنورة.»

## الإنقاذ
أعلنت وزارة الصحة في المدينة المنورة حالة الطوارئ والأزمات مساء يوم الحادث، وبعد أن نتج من الحادث 35 حالة وفاة و4 إصابات، باشرت فرقتين إسعافيتين بنقل أربع حالات مصابة إلى مستشفى الحمنة لتقديم الخدمات الإسعافية العاجلة، تم بعد ذلك نقل ثلاث حالات منهم إلى مستشفى الملك فهد في المدينة المنورة لاستكمال علاجهم، وتم تنويم حالة واحدة بمستشفى الحمنة. شارك في عملية إسعاف الحادث 20 فرقة إسعافية، أربع إصابات تم نقلها لمستشفى الحمنة وباقي الحالات داخل الباص تبين وفاتهم، فقام الدفاع المدني بإخماد النيران والمساعدة في إخراج المحتجزين داخل الباص، ومن ثم تم نقل جميع الحالات المتوفاة عن طريق النقل غير الإسعافي التابع لهيئة الهلال الأحمر.